# A·J·哈蒙斯
A·J·哈蒙斯（英語：1992年8月27日—），美国篮球运动员，位置是中鋒 目前效力於邁阿密熱火2016年NBA选秀，哈蒙斯在第2轮第46顺位被达拉斯小牛队选中。
2016年7月7日，小牛队和哈蒙斯達成一份三年的保障合約达成协议。7月9日，双方正式签约。
2017年7月8日，達拉斯小牛和邁阿密熱火完成了一筆交易，小牛把A.J ·哈蒙斯送到熱火，從熱火得到了約什·麥克羅伯茨和一個2023年的次輪選秀以及510萬美金。